# Karl Pinkau

Karl Pinkau

Johann Carl Pinkau (* 1. Juni 1859 in Thonberg; † 26. August 1922 in Leipzig) war ein deutscher Lithograf, Fotograf und Politiker (SAPD).

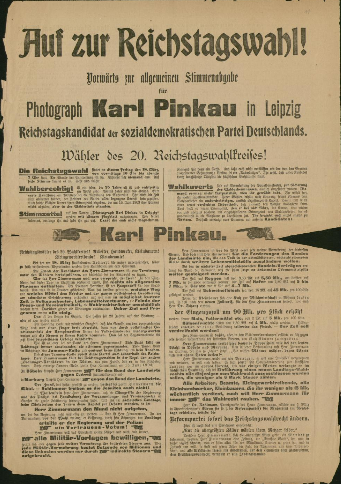
SPD-Wahlwerbung 1904

## Leben und Wirken

Karl Marx (Aufnahme von John Mayall 1875, Kopie von Karl Pinkau)

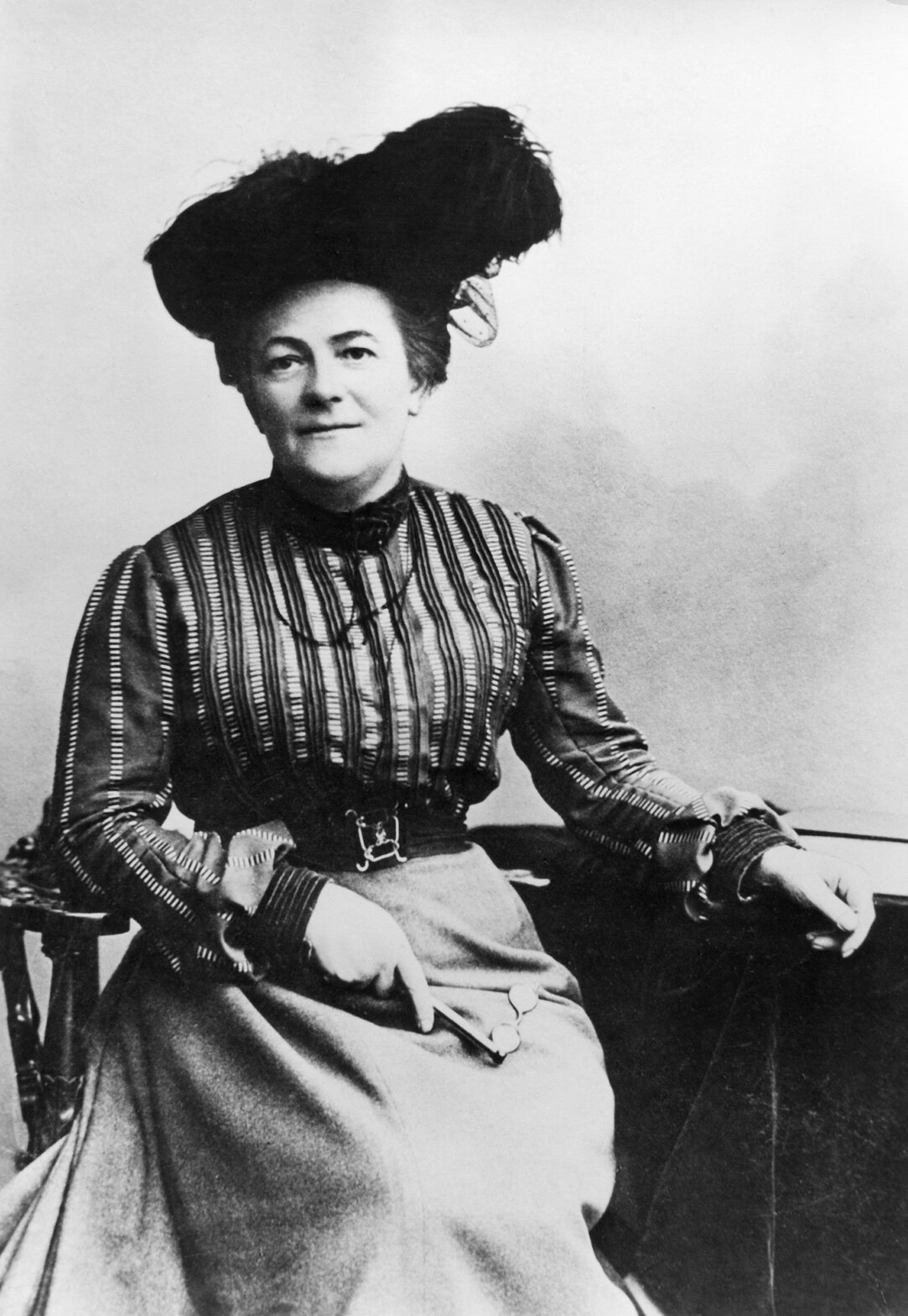
Clara Zetkin (Foto von Karl Pinkau)

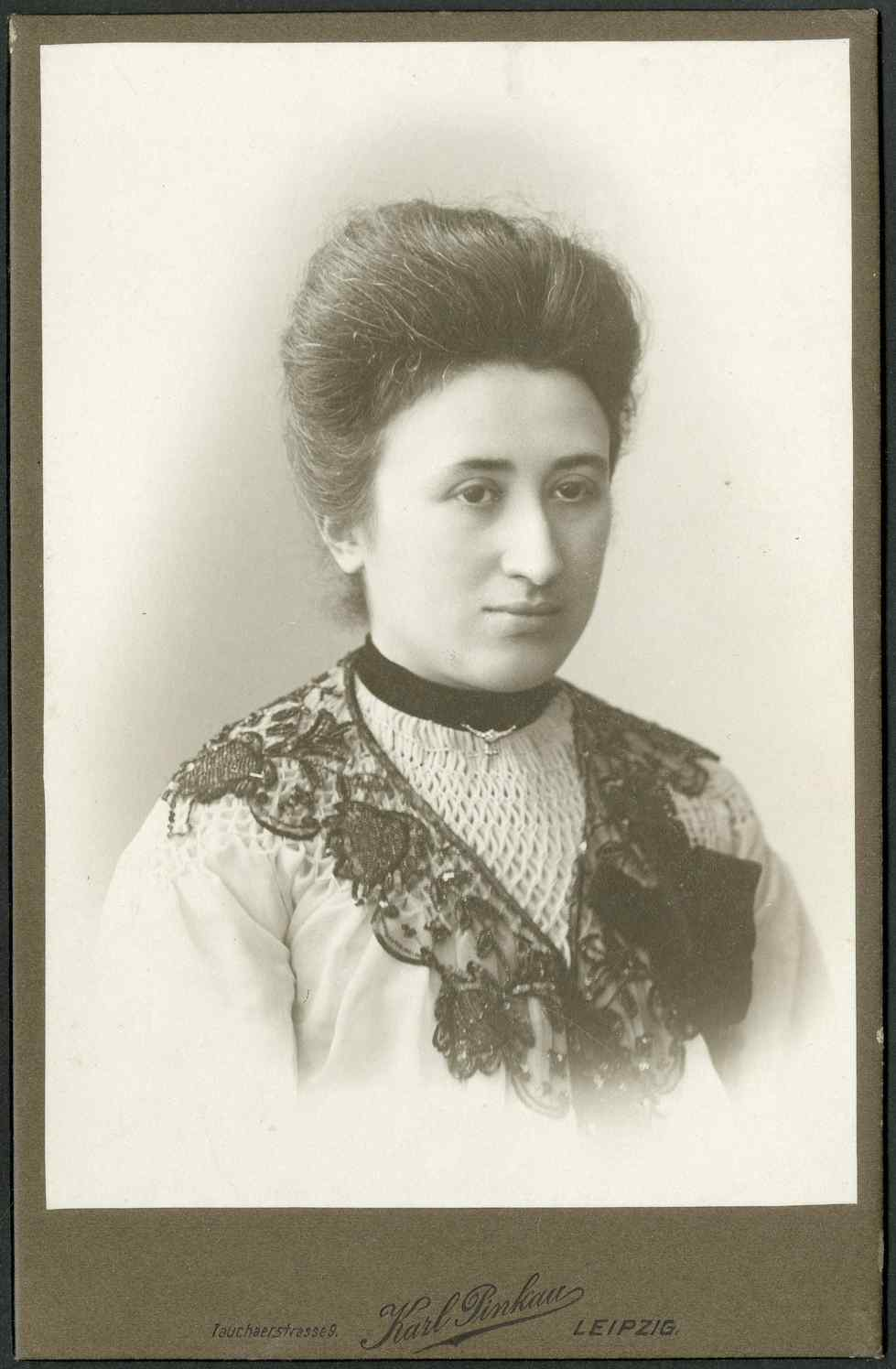
Rosa Luxemburg (Foto von Karl Pinkau)

Carl Pinkau wurde als Sohn des Stellmachers und Hausbesitzers Johann Carl Pinkau (1817–1878) und dessen zweiter Ehefrau geboren. Sein älterer Halbbruder war der spätere Ansichtskartenhersteller Emil Pinkau. Nach dem Besuch der Volksschule in Thonberg in den Jahren 1867 bis 1875; absolvierte eine Lithografenlehre (1875–1879) und diente von 1881 bis 1883 im 106. Infanterie-Regiment in Leipzig.
Um das Jahr 1880 trat Pinkau der Sozialdemokratischen Partei bei, für die er sich agitatorisch betätigte. Während der Sozialistenverfolgung unter Reichskanzler Otto von Bismarck wurde Pinkau mehrfach verhaftet und am 21. September 1886 zu vier Monaten Gefängnis verurteilt, weil er August Bebels Buch Die Frau und der Sozialismus vertrieben hatte. Nach Verbüßung der Haftstrafe wurde er aus Leipzig ausgewiesen. Er lebte längere Zeit in Borsdorf zusammen mit Wilhelm Liebknecht in einem Haus. Im Jahr 1889 nahm er am Internationalen Arbeiterkongress in Paris teil, ebenso 1893 an dem in Zürich, wo er Friedrich Engels kennenlernte.
Seit 1893 arbeitete Pinkau als Fotograf. Mit Alfred August Otto Gehler gründete er die Firma Pinkau & Gehler in der Turnerstraße 11 in Leipzig. Zu den von ihm fotografierten Personen zählten unter anderem auch Eduard Bernstein und Wilhelm Metzger, Friedrich Geyer, Karl und Luise Kautsky und andere.
Am 27. August 1890 wurde Pinkau zum Vorsitzenden des Leipziger Gewerkschaftskartells gewählt. In den Jahren 1894 bis 1898 und von 1904 bis 1908 war er Stadtverordneter in Leipzig. Von 1893 bis 1896 saß er zudem im Landtag Sachsen. Als Wilhelm Liebknecht sein Buch Karl Marx zum Gedächtniß durch eine Englandreise vorbereitete, war Pinkau sein Begleiter. Die hier abgebildete Fotografie und das Foto des Grabes von Marx steuerte Pinkau dieser Erinnerungsschrift bei.
Am 23. April 1895 heiratete er Marie Amalie Henriette Bonitz (* 19. März 1874). Aus der Ehe gingen drei Kinder hervor: Karl Hermann (1896–1958); Willy Alfred (* 1898) und Johanna Charlotte Margarete (* 1903).
Im Oktober 1906 wurde Pinkau als Ersatzmann für den verstorbenen Abgeordneten Karl Grünberg in den Reichstag für den Reichstagswahlkreis Königreich Sachsen 10 nachgewählt. Nachdem er im Dezember 1906 wieder aus dem Parlament ausschied, konnte er im Januar 1912 in den Reichstag zurückkehren, dem er diesmal bis zum Zusammenbruch der Monarchie in Deutschland im November 1918 als Vertreter seines alten Wahlkreises angehörte.
Im Januar 1919 wurde Pinkau in die Weimarer Nationalversammlung gewählt, in der er bis zum Juni 1920 den Wahlkreis 29 (Sachsen 10–14) vertrat. Anschließend gehörte er vom Juni 1920 bis zu seinem Tod im August 1922 dem ersten Reichstag der Weimarer Republik als Vertreter des Wahlkreises 32 (Leipzig) an. Pinkau starb im August 1922 an den Folgen einer Operation. Ein Teil seines fotografischen Nachlasses befindet sich seit 1989 im Stadtgeschichtlichen Museum in Leipzig.

## Schriften
- Auf zur Reichstagswahl! Vorwärts zur allgemeinen Stimmenabgabe für Photograph Karl Pinkau in Leipzig Reichskandidat der sozialdemokratischen Partei Deutschlands. Wähler des 20. Reichstagswahlkreises! Die Reichstagswahl findet an diesem Freitag den 18. März 1896 statt.
- Statistisches Notizbuch. Leipziger Buchdrucker Aktiengesellschaft, Leipzig 1911.[13]